# Cisterna chyli

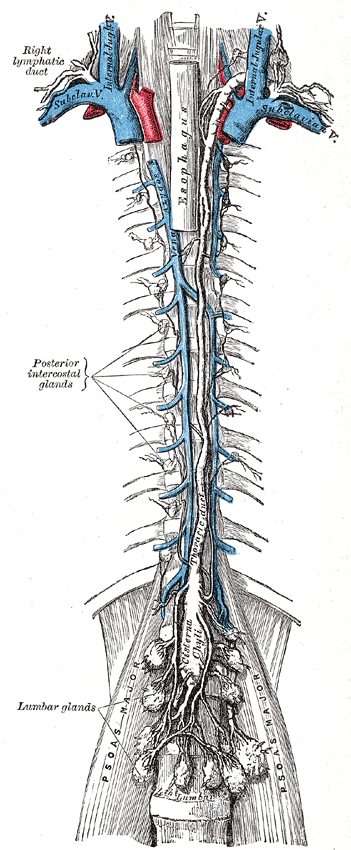
Cisterna chyli beim Menschen (in der Mitte des unteren Bildabschnittes)

Die Cisterna chyli (von cisterna „Zisterne“, chylus „Lymphe“) oder Lendenzisterne ist ein Sammelraum für Lymphe bauchwärts der ersten beiden Lendenwirbel. 

## Lage
In diese dünnwandige Zisterne münden die Lymphgefäße von Bauch, Becken und Bein (Hintergliedmaße). Die Lendenzisterne ist Teil des lymphatischen Systems.
Zuflüsse zur Lendenzisterne sind:
- Truncus lumbalis („Lendenstamm“): paarig, leitet die Lymphe von Becken und unterer (hinterer) Extremität
- Truncus intestinalis, in der Tieranatomie Truncus visceralis („Eingeweidestamm“): unpaar, sammelt die Lymphe aus Leber, Magen, Milz und Darm

Die Vereinigung der Eingeweidelymphbahnen zum Truncus visceralis erfolgt nicht bei allen Tierarten. Beim Pferd ziehen mit Truncus coeliacus (Leber, Magen, Milz) und Truncus intestinalis (Darm) zwei Zuflüsse von den Eingeweiden zur Lendenzisterne.
Der einzige Abfluss der Cisterna chyli ist der Ductus thoracicus (Milchbrustgang), welcher schließlich im oberen Mediastinum zwischen V. subclavia und V. jugularis interna in den linken Venenwinkel mündet.

## Erstbeschreiber
Als Erstbeschreiber gilt der französische Anatom Jean Pecquet (1622–1674).